# الفرقة 150 بنادق (الاتحاد السوفيتي)
الفرقة 150 بنادق «إدريتسكايا» (بالروسية: 150я стрелковая дивизия 'Идрицкая') وحدة عسكرية تابعة للجيش الأحمر قاتلت على الجبهة الشرقية للحرب العالمية الثانية خلال الفترة ما بين عامي 1941 وحتى 1945، نالت شهرتها الواسعة عندما قام أفرادها برفع العلم السوفيتي وراية النصر فوق مبنى الرايخستاغ بالعاصمة الألمانية برلين خلال المراحل الأخيرة للحرب.
نالت الفرقة لقب «إدرتسكايا» (بالروسية: Идрицкая) في 23 يوليو 1944 بموجب قرار رئاسة هيئة أركان الجيش الأحمر رقم 207 في أعقاب معاركها البطولية في بلدة إدريتسا، كما شاركت الفرقة في معارك ستالينغراد وشنايديموهل وبرلين.

## القادة
- اللواء سيرغي أليكسيفيتش كنيازكوف (1939 - 1940)
- اللواء ألكسندر إيفانوفيتش باستريفيتنش (1940 - 1941)
- اللواء دانيل غريغوريفيتش يغوروف (1941 - 1942)
- اللواء ستيبان إيقانوفيتش بوفتكين (1942 - 1943)
- العقيد ليونيد فاسيليفتش يلكوفليف (سبتمبر 1943 - إبريل 1944)
- اللواء فاسيلي ميتروفانوفيتش شاتيلوف (مايو 1944 - ديسمبر 1946)